# Estiva Gerbi
Estiva Gerbi – miasto i gmina w Brazylii, w stanie São Paulo. Znajduje się w mezoregionie Campinas i mikroregionie Mogi Mirim.